# Isla del Ciervo
Isla Ciervo är en ö i Spanien.   Den ligger i provinsen Murcia och regionen Murcia, i den sydöstra delen av landet, 400 km sydost om huvudstaden Madrid. Arean är 0,18 kvadratkilometer.
Terrängen på Isla Ciervo är mycket platt. Öns högsta punkt är 30 meter över havet. Den sträcker sig 0,6 kilometer i nord-sydlig riktning, och 0,6 kilometer i öst-västlig riktning.